# Mumford & Sons
I Mumford & Sons sono un gruppo musicale indie folk formatosi nel 2007 a Londra, composto da Marcus Mumford (voce, chitarra, batteria), Ben Lovett (voce, tastiere, pianoforte, fisarmonica) Winston Marshall (voce, chitarra, banjo, basso) e Ted Dwane (voce, basso, contrabasso, batteria). Hanno vinto un Grammy Award nel 2013 per il Miglior Album dell'anno (Babel, 2012).

## Storia

### Primi anni (2007-2009)
Il gruppo, formatosi nel dicembre 2007, è composto da Marcus Mumford (voce, chitarra e batteria), Winston Marshall (voce, chitarra resofonica e banjo), Ben Lovett (voce, organo e tastiera) e Ted Dwane (voce e contrabbasso).
Nei primi mesi del 2008 la band ha iniziato a lavorare con il manager Adam Tudhope; nel febbraio 2008 la band ha completato un lungo tour nel Regno Unito con il sostegno di Alessi Ark, Sons of Noel and Adrian, Peggy Sue e altri artisti. La loro prima apparizione al Glastonbury Festival avvenne nel giugno 2008. Hanno anche girato l'Australia con l'artista Laura Marling, la cui esperienza ha contribuito a formare sempre di più il loro atteggiamento verso il pubblico, cioè quello di interagire con esso frequentemente per creare un ambiente confortevole e informale.
Il primo progetto dei Mumford & Sons è stato un EP intitolato Love Your Ground, completato in un anno e pubblicato nel novembre 2008 dalla Chess Club Records.
Nel corso del 2008 e 2009, i Mumford & Sons si sono esibiti in piccoli e medi locali nel Regno Unito e negli Stati Uniti, presentando al pubblico i brani di Love Your Ground e altro materiale che sarebbe diventato poi l'album Sigh No More, registrato poi con Markus Dravs, che aveva prodotto altri album con artisti come gli Arcade Fire. L'unica traccia di Love Your Ground ad essere inclusa in Sigh No More fu Little Lion Man. La band dichiarò al quotidiano Herald Sun che si auto-finanziò l'album per evitare i compromessi artistici e tecnici che accadono nei progetti di studio finanziati. Nel 2009 hanno fatto un nuovo tour a supporto di Laura Marling.

### Il primo album:Sigh No More(2009-2012)

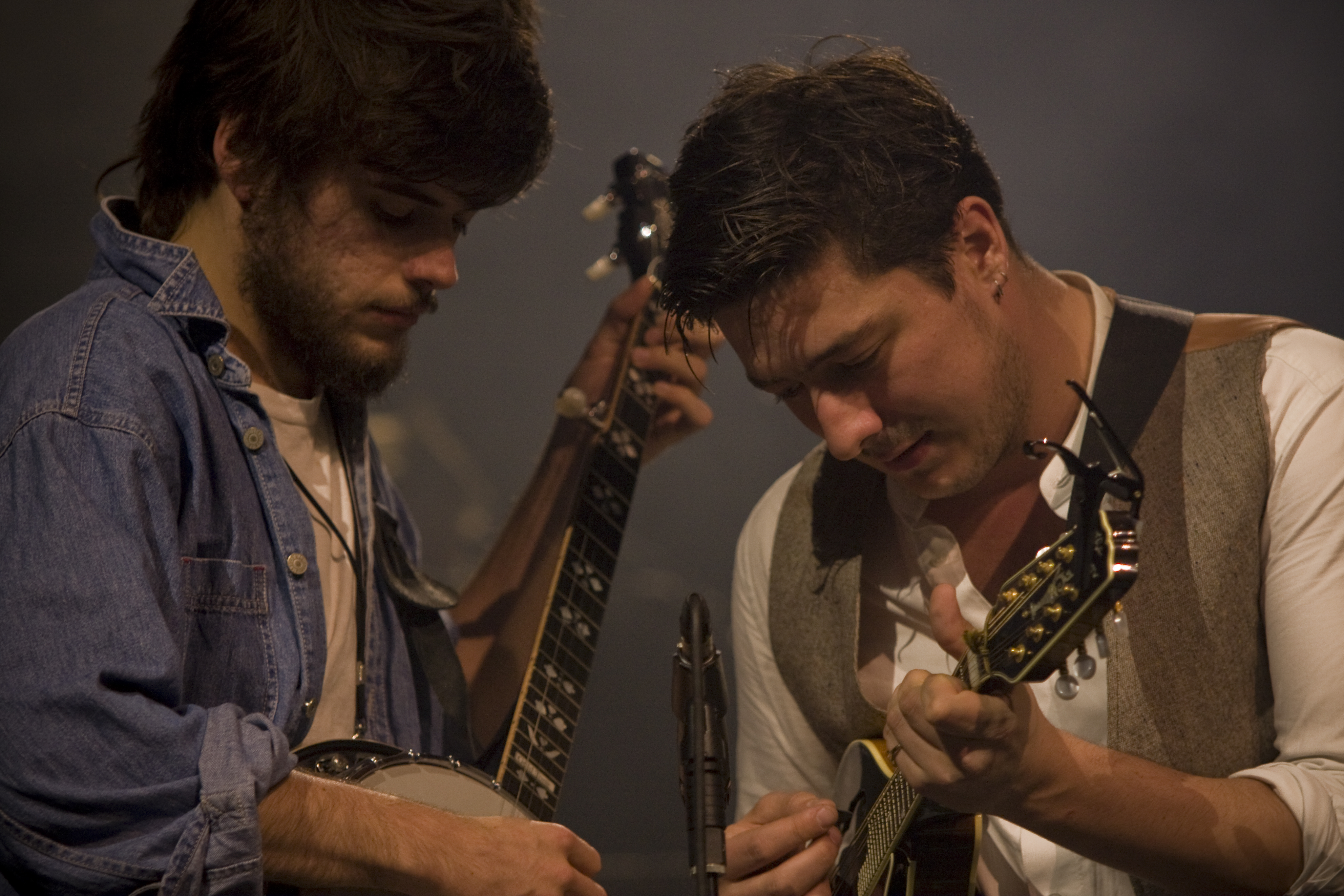
Winston Marshall (banjo) e Marcus Mumford, durante un concerto della band al Koninklijk Circus, nel 2010.

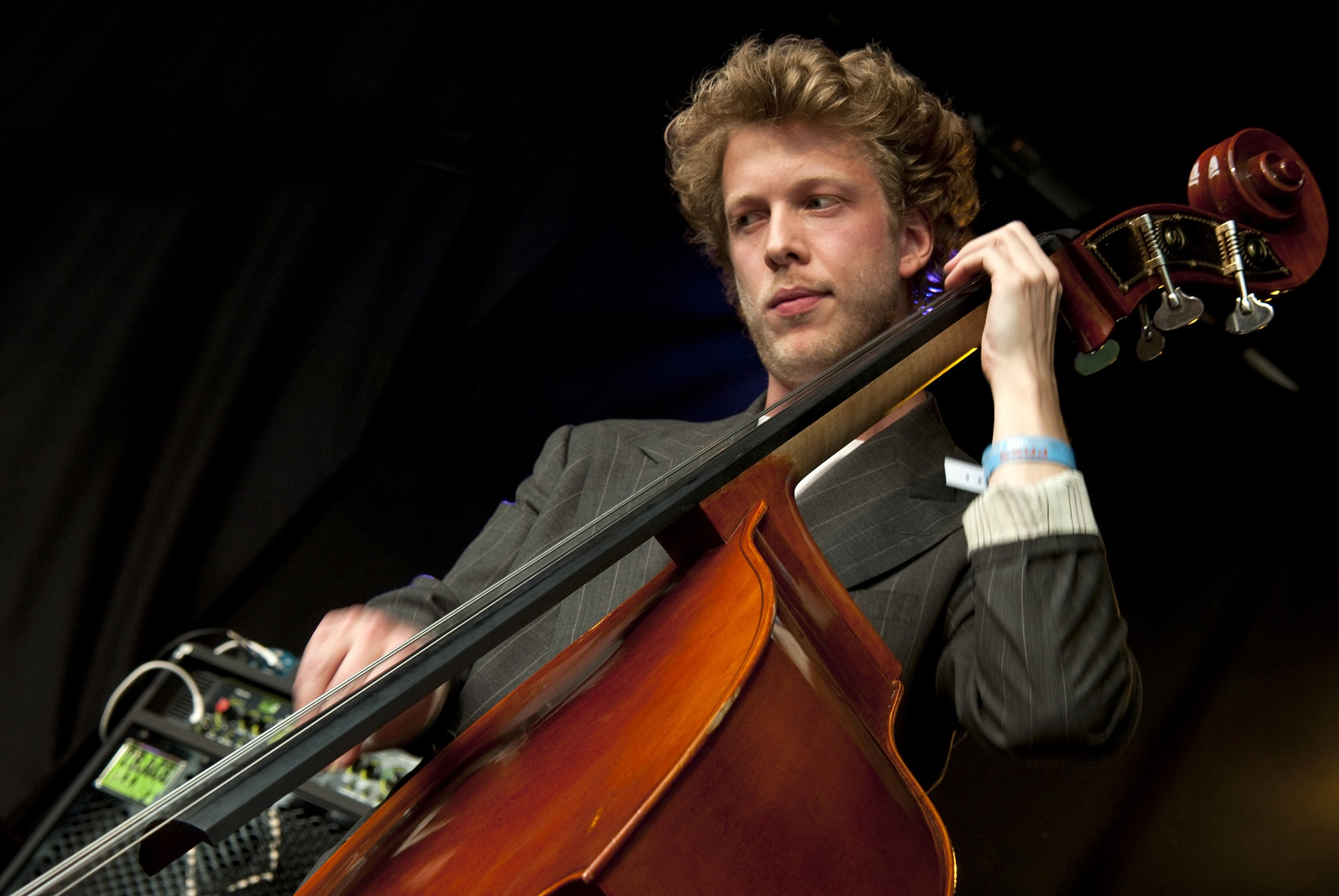
Ted Dwane, bassista e voce

Nell'agosto del 2009 hanno firmato un contratto con l'etichetta discografica Island Records e hanno pubblicato il loro album di debutto, Sigh No More, il 6 ottobre 2009 per la propria etichetta Gentlemen of the Road ed in seguito per Glassnote Records, sottoetichetta della Island. L'album ha venduto più di un milione di copie e ha raggiunto la prima posizione in Irlanda, Australia, Nuova Zelanda, e poi ha raggiunto la posizione numero due nella Official Albums Chart e nella Billboard 200, dove è stato certificato platino.

La band ha guadagnato popolarità durante tutto il 2010, esibendosi per un pubblico sempre più ampio e facendo le loro prime apparizioni televisive negli Stati Uniti: nella loro prima performance televisiva statunitense, la band ha suonato Little Lion Man al Late Show della CBS con David Letterman il 17 febbraio 2010. In seguito, è stato eseguito il brano The Cave al The Late Show con Craig Ferguson il 26 febbraio 2010.

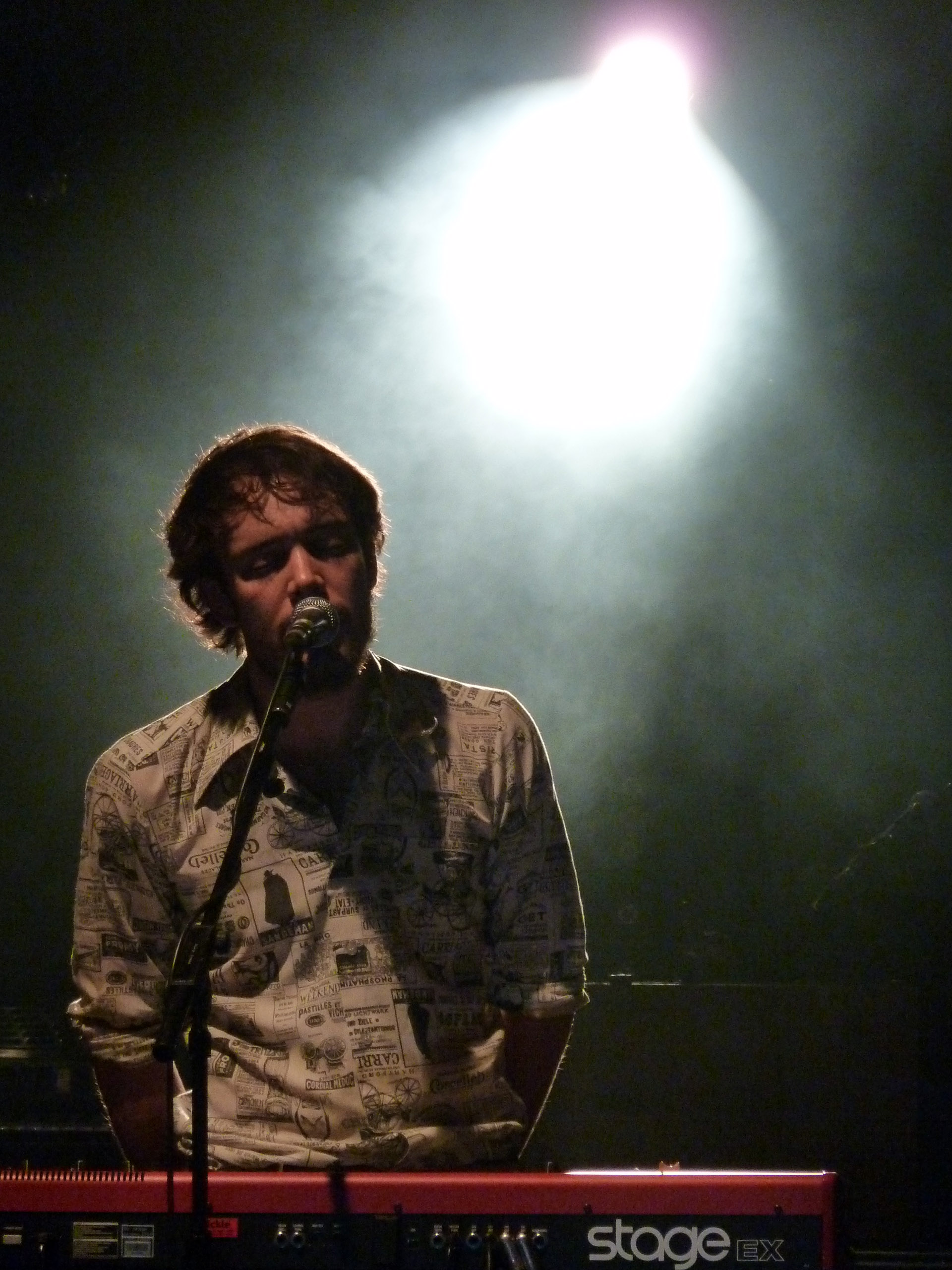
Ben Lovett, tastierista, a Berlino, in concerto alla C-Halle, 2010.

Nel novembre 2010 i Mumford & Sons hanno vinto il premio Most Popular International Artist agli ARIA Music Awards. Nel dicembre 2010, la band ha ricevuto due nomination ai Grammy Awards, uno per Miglior nuovo artista e l'altro per Best Rock Song (con Little Lion Man). La successiva performance live alla cerimonia dei Grammy nel febbraio 2011 (con il brano The Cave) ha portato ad una positiva attenzione da parte dei media ed ha aumentato la popolarità dei brani tratti da Sigh No More.
Nel 2010 hanno pubblicato l'EP The First Dance con il nome di The Wedding Band.
Il 7 dicembre 2010, in collaborazione con Dharohar Project e Laura Marling hanno pubblicato un EP registrato a Delhi, in India, in uno studio improvvisato con i tradizionali musicisti Rajasthan e include quattro collaborazioni, tra cui un mash-up di Devil's Spoke della Marling e To Darkness.
La popolarità della band è cresciuta durante il 2011, vincendo diversi premi ed esibendosi da headliner in grandi spettacoli e festival. Nel febbraio 2011, hanno ricevuto il premio European Border Breakers Awards. Hanno ricevuto inoltre il premio British Album of the Year con Sigh No More ai Brit Awards dove si esibirono alla cerimonia con il brano Timshel (aumentando così le vendite nel Regno Unito).

Durante il tour negli Stati Uniti all'inizio del 2011, la band ha iniziato a scrivere le canzoni per il successivo album. Il tastierista Ben Lovett ha dato il merito all'atmosfera creativa di Nashville, Tennessee, che ha facilitato il processo di scrittura. Il 3 giugno a Kansas City, Missouri, durante la prima tappa del loro tour americano, la band ha annunciato che stavano registrando un nuovo album; hanno poi eseguito alcuni brani tratti dal nuovo album, il cui titolo non fu rivelato.

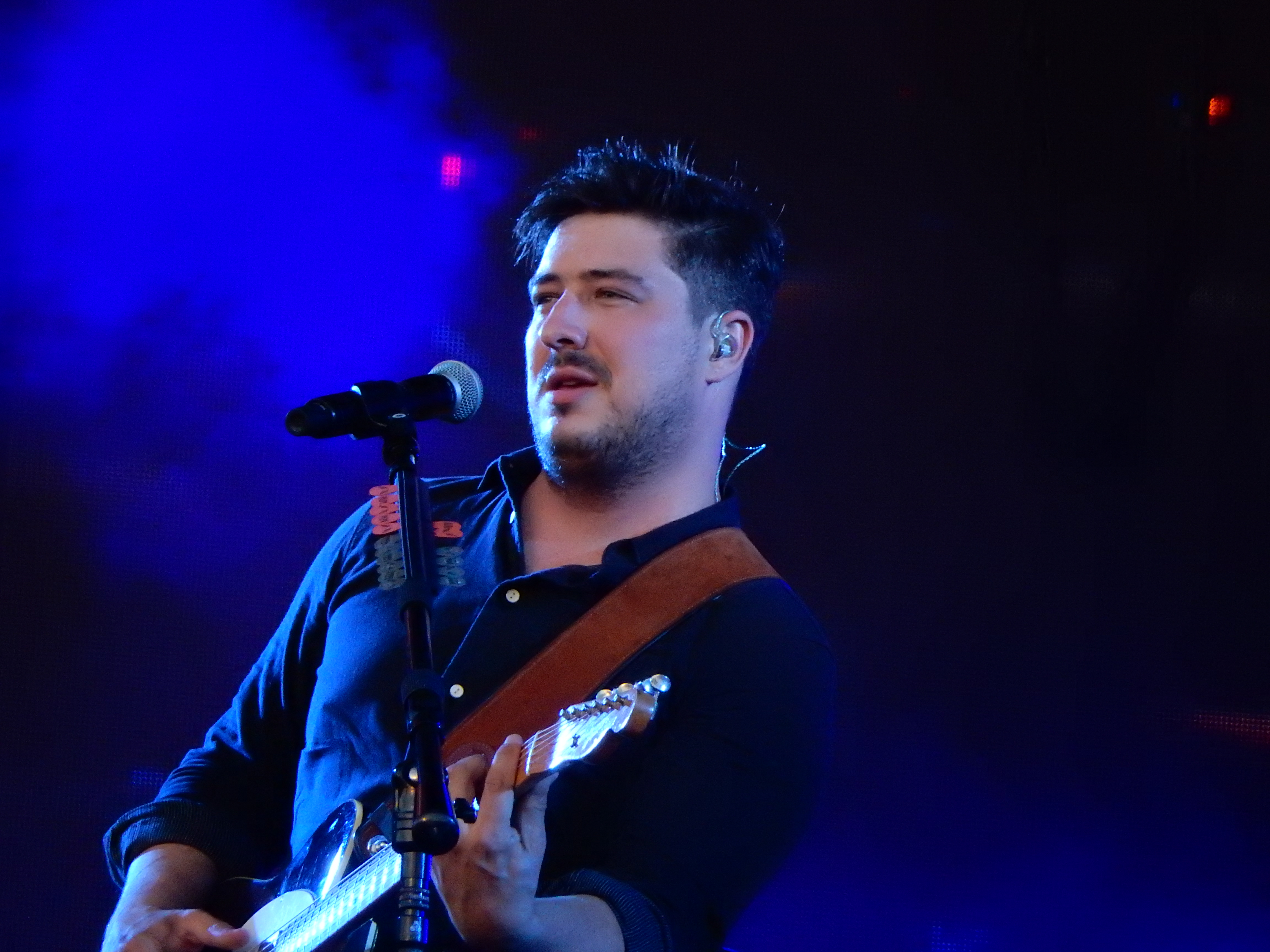
Marcus Mumford, leader della band dal vivo ad Hyde Park, Londra

Nel mese di aprile 2011 i Mumford & Sons, con i gruppi Old Crow Medicine Show e i Edward Sharpe and Magnetic Zeros, hanno preso parte al Railroad Revival Tour, ispirato al Festival Express tour in Canada del 1970 con gli artisti Buddy Guy, Janis Joplin, The Grateful Dead e The Band. Viaggiando esclusivamente in vagoni ferroviari d'epoca, le tre band eseguirono concerti in “luoghi all'aperto unici” nel corso di una settimana a partire da Oakland, in California. Essi appaiono nel documentario musicale Big Easy Express, diretto da Emmett Malloy, vincitore del premio Best Long Form Video ai Grammy Awards nel 2013.
Il 24 giugno 2011 i Mumford & Sons hanno suonato al Glastonbury Festival e poi iniziarono il loro tour nel nord America in cui eseguirono alcune canzoni del nuovo album non ancora pubblicato. La band registrò due canzoni per l'arrangiamento del film di Andrea Arnold di Cime tempestose (basato sul romanzo di Emily Brontë del 1847 Cime tempestose); uno dei due brani (Enemy) è stato utilizzato per titoli di coda. Nel giugno 2012, i Mumford & Sons hanno contribuito alla canzone Learn Me Right con la cantante Birdy per il film Brave della Pixar.

### Il secondo album:Babel(2012-2013)
Il 21 settembre 2012 è uscito il loro secondo album, prodotto da Markus Dravs, Babel per Glassnote. Questo secondo lavoro ha raggiunto il primo posto della classifica inglese UK Albums Chart e della classifica statunitense assoluta di Billboard, diventando l'album venduto più velocemente del 2012 in UK e il secondo più grande debutto vendita nel 2012 negli Stati Uniti, vendendo 600 000 copie nella prima settimana, e più di un milione in tutto il mondo.
Il 29 agosto 2012, i Mumford & Sons hanno registrato il loro concerto al Red Rocks Amphitheatre nel Colorado. Il concerto è stato poi pubblicato su DVD, vinile e su iTunes come Road to Red Rocks. La performance di I Will Wait del concerto divenne il video ufficiale della canzone.
Il 22 settembre 2012, la band ha eseguito due canzoni del nuovo album, I Will Wait e Below My Feet, al Saturday Night Live.
Il disco Babel ha anche vinto il Grammy Awards nel 2013 come Album dell'anno

Il 20 settembre 2013 i Mumford & Sons hanno annunciato un periodo di pausa dai concerti e dalle registrazioni in studio per una "notevole quantità di tempo". Il tastierista Ben Lovett ha confessato a Rolling Stone che "non ci saranno attività legate ai Mumford And Sons nel prossimo futuro - questo è quanto abbiamo in programma al momento, di fare molto poco, almeno per quanto riguarda la band. Ci riposeremo un po'".

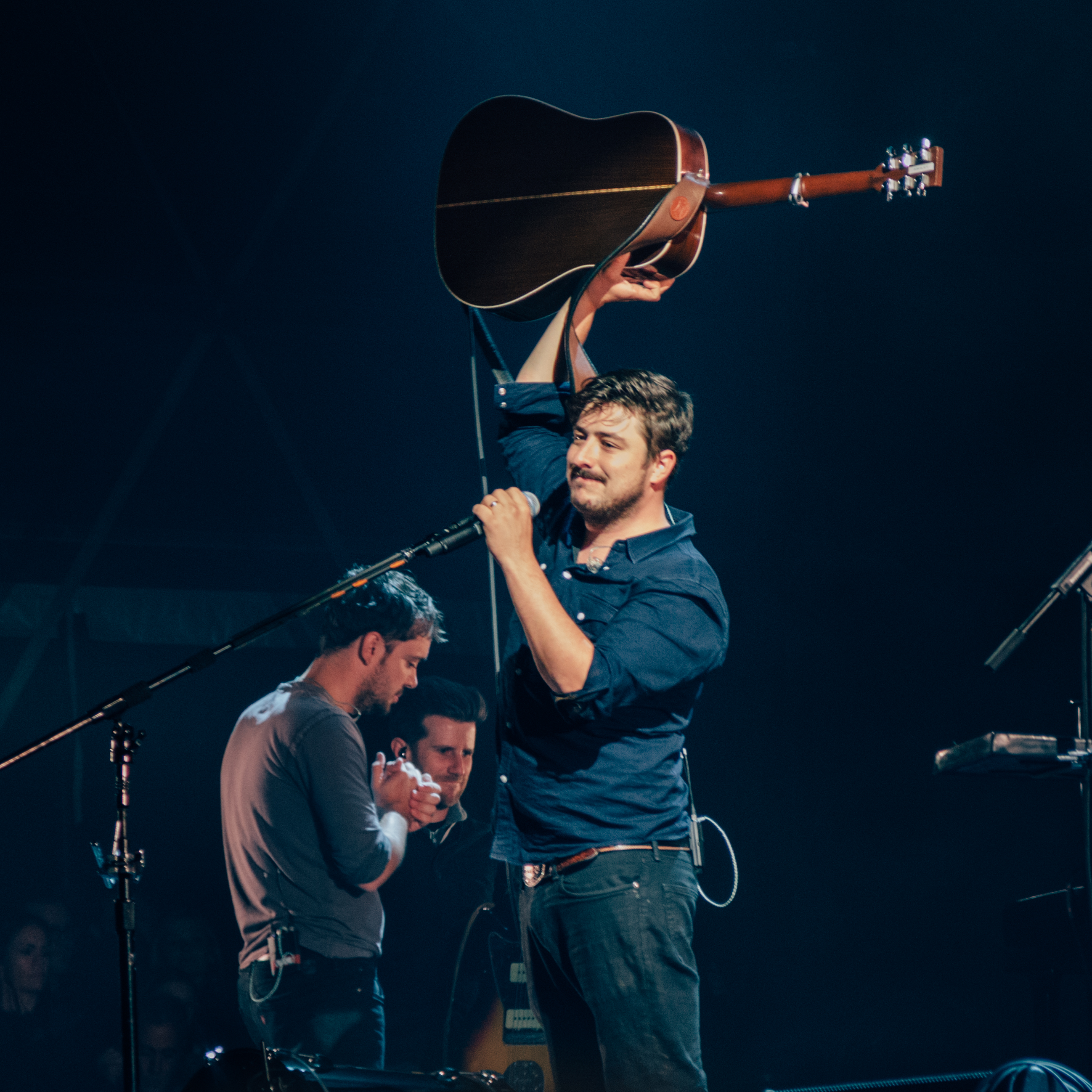
Marcus Mumford al Gentleman of the Road Stopover Festival di Aviemore, Scozia, 2015

Nel dicembre 2013 il bassista Ted Dwane ha affermato che il gruppo si sarebbe riunito a febbraio 2014 per scrivere nuova musica. Il 20 luglio 2014 Ben Lovett ha confermato che il gruppo è al lavoro sul loro terzo album, in registrazione a Londra.

### Il terzo album: Wilder Mind (2015-2017)
Il 2 marzo 2015, tramite il sito ufficiale, la band comunica l'uscita del nuovo album, Wilder Mind, prevista per il 4 maggio successivo; Il primo singolo, Believe, ha debuttato su BBC Radio 1 il 9 marzo 2015.
Tra la fine del 2017 e l'inizio del 2018 la band conferma che ha iniziato a lavorare al nuovo album. Nell'agosto del 2018, i Mumford & Sons si esibiscono con tre nuovi brani dal vivo allo Sziget Festival, aprendo il concerto con See a sign, eseguendo poi Woman e Guiding Light.

### Il quarto album:Delta(2018)
Il 19 settembre il gruppo annuncia, via social, l'uscita del nuovo singolo Guiding Light in forma ufficiale per il 20 settembre. Il singolo viene rilasciato su BBC Radio 1, con l'uscita del nuovo album Delta il 16 novembre 2018.

## Stile musicale e influenze
Mumford & Sons sono stati descritti dal The Hollywood Reporter e Forbes come un gruppo folk rock. Hanno iniziato utilizzando strumentazione di tipo bluegrass e folk, con gli strumenti di base di chitarra acustica, banjo, pianoforte e un contrabbasso, suonato con uno stile ritmico riconducibile a rock alternativo e folk. Nel documentario Big Easy Express, Marcus Mumford riconosce l'influenza degli Old Crow Medicine Show : "Ho sentito la musica degli Old Crow quando avevo, più o meno, 16 o 17 anni e davvero mi ha spinto, verso la musica folk, e il bluegrass. Ho ascoltato Bob Dylan, ma non mi sono davvero avventurato nel mondo del country così tanto." Mumford riconosce che "la band li ha ispirati a prendere il banjo e iniziare le loro ormai famose serate country a Londra." Ketch Secor, il frontman degli Old Crow, concorda: "Quei ragazzi hanno colto il messaggio e ci hanno fatto carriera."
Emmylou Harris è stata "tra gli artisti che hanno aiutato Mumford e i compagni di band Ben Lovett, Ted Dwane e Winston Marshall a scoprire il loro amore per la musica roots americana, iniziando con "O Brother, Where Art You?" la famosa colonna sonora (...) che alla fine li ha portati a conoscere gli Old Crow Medicine Show e poi ad immergersi profondamente nei suoni d'altri tempi, dal passato a lungo trascurato dell'America."

### Influenze letterarie (William Shakespeare)
Gran parte del contenuto dei testi dei Mumford & Sons ha una forte influenza letteraria, l'album di debutto Sigh No More prende spunto dalla commedia Molto rumore per nulla (orig. Much Ado About Nothing) di William Shakespeare. Il brano "Sigh No More" include citazioni dalla commedia come "Serve God love me and mend / For man is a giddy thing / and One foot in sea and one on shore". Il titolo della canzone "Roll Away Your Stone" è un'allusione a Macbeth; La strofa di Macbeth nell'atto 1, scena 4: Stars hide your fires/ And these here are my desires.
Inoltre, The Cave include diversi riferimenti all'Odissea, in particolare le sirene che Ulisse incontra nel suo viaggio verso casa. La canzone contiene anche molti riferimenti al libro di G.K. Chesterton, San Francesco d'Assisi, in cui Chesterton usa la Caverna di Platone come modo per spiegare come San Francesco vede il mondo dalla prospettiva di Dio.
Little Lion Man sembra essere una rivisitazione in forma di monologo drammatico tratto dal romanzo Yvain il cavaliere del leone di Chrétien de Troyes, che è la storia di un cavaliere che impazzisce dopo aver tradito la promessa fatta alla moglie di tornare a casa. Sia Timshel che Dust Bowl Dance traggono spunto dai romanzi di John Steinbeck, Mice and Men, La valle dell'Eden e Furore.
Il cambiamento del suono della band nel loro terzo album è stato descritto da Ben Lovett come una "partenza naturale". Alla fine del tour di Babel, Winston Marshall ha barattato il suo banjo con una chitarra elettrica e Marcus Mumford ha iniziato a suonare più batteria mentre la band si era concentrata su strumenti pesanti e persino su alcuni brani dei Radiohead. Il banjo non è presente nel disco (Wilder Mind), uno strumento che è diventato sinonimo della band. La rivista NME ha riferito che il suono della band è "più espansivo che mai e decisamente più pesante, grazie al cambio di strumentazione". Il gruppo ha anche utilizzato una batteria completa invece della cassa. "Abbiamo avuto la nostra serie standard di strumenti negli ultimi sei anni e ci siamo sentiti come se fosse la nostra tavolozza, [ma] abbiamo iniziato a raccogliere altre cose", ha detto Lovett.
Ben Lovett ha affermato a NME di aver lavorato con James Ford per Wilder Mind: "Sentivamo il bisogno di cambiare, non per causa di Markus [Dravs], ma lui era molto attaccato al genere dei dischi precedenti. Volevamo fare qualcosa di nuovo e così abbiamo cambiato".

## Gentlemen of the Road
Nel 2009, la band ha fondato Gentlemen of the Road, una società di promozioni live, etichetta discografica e organizzatore della serie globale di Festival Stopover. Questi festival tendono a svolgersi in città e villaggi normalmente non visitati da band o cantanti, nel tentativo di portare guadagni nel posto e aiutarne le imprese e l'economia. La band seleziona coloro che suonano per i Festival Stopover. Questi includono band come Foo Fighters, The Flaming Lips, The Vaccines, The Maccabees e Jenny Lewis, tra gli altri.

## Formazione
- Marcus Mumford - voce, chitarra acustica, chitarra elettrica, batteria, mandolino
- Ben Lovett - organo, tastiere, cori, fisarmonica
- Ted Dwane - contrabbasso, batteria, basso, cori

### Ex membri
- Winston Marshall - chitarra resofonica, chitarra elettrica, banjo, basso, cori

### Musicisti ausiliari dal vivo
- Chris Maas - batteria
- Tom Hobden - violino, chitarra (membro di Noah and the Whale)
- Nick Etwell - tromba, flicorno, tastiere (membro di The Filthy Six)
- Dave Williamson - trombone, tastiere, percussioni
- Harry Cargill - tastiere, chitarra, batteria
- Joe Clegg - batteria, percussioni

## Discografia

### Album in studio
- 2009 - Sigh No More
- 2012 - Babel
- 2015 - Wilder Mind
- 2018 - Delta
- 2025 - Rushmere

### EP
- 2008 - Mumford & Sons
- 2008 - Love Your Ground
- 2009 - The Cave and the Open Sea
- 2010 - The First Dance (con lo pseudonimo di The Wedding Band)
- 2016 - Johannesburg (in collaborazione con Baaba Maal, The Very Best & Beatemberg)

### Singoli
- 2009 - Little Lion Man
- 2009 - Winter Winds
- 2010 - The Cave
- 2010 - Roll Away Your Stone
- 2012 - I Will Wait
- 2012 - Lover of the Light
- 2013 - Whispers in the Dark
- 2013 - Babel
- 2013 - Hopeless Wanderer
- 2015 - Believe
- 2015 - The Wolf
- 2015 - Snake Eyes
- 2015 - Hot Gates
- 2016 - There Will Be Time
- 2016 - Just Smoke
- 2016 - Wona
- 2018 - Guiding Light
- 2018 - If I Say
- 2018 - Beloved
- 2020 - Forever
- 2024 - Good People
- 2025 - Rushmere

### DVD
- 2012 - The Road to Red Rocks
- 2012 -  Big Easy Express (in collaborazione con Old Crow Medicine Show, Edward Sharpe and the Magnetic Zeros e altri[50][51])
- 2017 - Live from South Africa: Dust and Thunder

## Premi e riconoscimenti
| Anno | Premio                                | Categoria                                      | Candidatura                | Risultato       |
| ---- | ------------------------------------- | ---------------------------------------------- | -------------------------- | --------------- |
| 2010 | Premio Mercury                        | Album dell'anno                                | Sigh No More               | Candidato/a     |
| 2010 | MTV Video Music Awards                | Migliore fotografia                            | Little Lion Man            | Candidato/a     |
| 2010 | Live UK Music Business Awards         | Breakthrough Artist                            | Mumford & Sons             | Vincitore/trice |
| 2010 | Mojo Awards                           | Breakthrough Act                               | Mumford & Sons             | Candidato/a     |
| 2010 | NME Awards                            | Migliore band emergente                        | Mumford & Sons             | Candidato/a     |
| 2010 | Q Awards                              | Best New Act                                   | Mumford & Sons             | Vincitore/trice |
| 2010 | Q Awards                              | Migliore traccia                               | The Cave                   | Candidato/a     |
| 2010 | UK Festival Awards                    | VF Critics' Choice                             | Mumford & Sons             | Candidato/a     |
| 2010 | UK Festival Awards                    | Breakthrough Artist                            | Mumford & Sons             | Vincitore/trice |
| 2010 | UK Festival Awards                    | Headline Performance                           | Mumford & Sons             | Candidato/a     |
| 2010 | UK Festival Awards                    | Album dell'anno                                | The Cave                   | Candidato/a     |
| 2010 | ARIA Music Awards                     | Artista internazionale popolare                | Mumford & Sons             | Vincitore/trice |
| 2011 | American Music Award                  | Favorite Alternative Artist                    | Mumford & Sons             | Candidato/a     |
| 2011 | Americana Music Honors & Awards (USA) | Artista emergente dell'anno                    | Mumford & Sons             | Vincitore/trice |
| 2011 | Americana Music Honors & Awards (USA) | Gruppo dell'anno                               | Mumford & Sons             | Candidato/a     |
| 2011 | Billboard Music Awards                | Top Rock Artist                                | Mumford & Sons             | Candidato/a     |
| 2011 | Billboard Music Awards                | Top Alternative Artist                         | Mumford & Sons             | Vincitore/trice |
| 2011 | Billboard Music Awards                | Top Rock Album                                 | Sigh No More               | Vincitore/trice |
| 2011 | Billboard Music Awards                | Top Alternative Album                          | Sigh No More               | Vincitore/trice |
| 2011 | Billboard Music Awards                | Top Rock Song                                  | Little Lion Man            | Candidato/a     |
| 2011 | Billboard Music Awards                | Top Alternative Song                           | Little Lion Man            | Candidato/a     |
| 2011 | Billboard Music Awards                | Top Alternative Song                           | The Cave                   | Candidato/a     |
| 2011 | Brit Awards                           | British Group                                  | Mumford & Sons             | Candidato/a     |
| 2011 | Brit Awards                           | British Breakthrough Act                       | Mumford & Sons             | Candidato/a     |
| 2011 | Brit Awards                           | Album britannico dell'anno                     | Sigh No More               | Vincitore/trice |
| 2011 | Grammy Awards                         | Miglior artista esordiente                     | Mumford & Sons             | Candidato/a     |
| 2011 | Grammy Awards                         | Miglior canzone rock                           | Little Lion Man            | Candidato/a     |
| 2011 | MTV Video Music Awards                | Miglior video rock                             | The Cave                   | Candidato/a     |
| 2012 | Billboard Music Awards                | Top Rock Artist                                | Mumford & Sons             | Candidato/a     |
| 2012 | Billboard Music Awards                | Top Alternative Artist                         | Mumford & Sons             | Candidato/a     |
| 2012 | Billboard Music Awards                | Top Rock Album                                 | Sigh No More               | Candidato/a     |
| 2012 | Billboard Music Awards                | Top Alternative Album                          | Sigh No More               | Candidato/a     |
| 2012 | Billboard Music Awards                | Top Alternative Song                           | The Cave                   | Candidato/a     |
| 2012 | European Festivals Awards             | Protagonista dell'anno                         | Mumford & Sons             | Candidato/a     |
| 2012 | European Festivals Awards             | Inno dell'anno                                 | Little Lion Man            | Candidato/a     |
| 2012 | GAFFA-Prisen                          | Miglior album straniero                        | Babel                      | Vincitore/trice |
| 2012 | GAFFA-Prisen                          | Miglior band straniera                         | Mumford & Sons             | Vincitore/trice |
| 2012 | Grammy Awards                         | Registrazione dell'anno                        | The Cave                   | Candidato/a     |
| 2012 | Grammy Awards                         | Canzone dell'anno                              | The Cave                   | Candidato/a     |
| 2012 | Grammy Awards                         | Miglior interpretazione rock                   | The Cave                   | Candidato/a     |
| 2012 | Grammy Awards                         | Miglior canzone rock                           | The Cave                   | Candidato/a     |
| 2013 | Grammy Awards                         | Album dell'anno                                | Babel                      | Vincitore/trice |
| 2013 | Grammy Awards                         | Miglior album "americana"                      | Babel                      | Candidato/a     |
| 2013 | Grammy Awards                         | Miglior interpretazione rock                   | I Will Wait                | Candidato/a     |
| 2013 | Grammy Awards                         | Miglior Canzone Rock                           | I Will Wait                | Candidato/a     |
| 2013 | Grammy Awards                         | Miglior canzone scritta per media audio-visivi | Learn Me Right (con Birdy) | Candidato/a     |
| 2013 | Grammy Awards                         | Miglior film musicale                          | Big Easy Express           | Vincitore/trice |
| 2013 | Juno Awards                           | Album internazionale dell'anno                 | Babel                      | Vincitore/trice |
| 2013 | Echo                                  | Gruppo pop/rock internazionale dell'anno       | Mumford & Sons             | Vincitore/trice |
| 2013 | Live UK Music Business Awards         | Miglior esibizione in un festival              | Mumford & Sons             | Candidato/a     |
| 2013 | Q Awards                              | Miglior esibizione dal vivo                    | Mumford & Sons             | Candidato/a     |
| 2013 | Silver Clef Award                     | Miglior esibizione dal vivo                    | Mumford & Sons             | Candidato/a     |
| 2013 | Teen Choice Awards                    | Gruppo Rock                                    | Mumford & Sons             | Candidato/a     |
| 2013 | UK Music Video Awards                 | Miglior copertura mediatica musicale dal vivo  | The Road to Red Rocks      | Candidato/a     |
| 2013 | MTV Video Music Awards                | Miglior video rock                             | I Will Wait                | Candidato/a     |
| 2013 | BRIT Awards                           | Gruppo britannico                              | Mumford & Sons             | Vincitore/trice |
| 2013 | BRIT Awards                           | Esibizione dal vivo                            | Mumford & Sons             | Candidato/a     |
| 2013 | BRIT Awards                           | Album britannico dell'anno                     | Babel                      | Candidato/a     |
| 2013 | Billboard Music Awards                | Top Billboard 200 Album                        | Babel                      | Candidato/a     |
| 2013 | Billboard Music Awards                | Top Rock Album                                 | Babel                      | Vincitore/trice |
| 2013 | Billboard Music Awards                | Top Billboard 200 Artist                       | Mumford & Sons             | Candidato/a     |
| 2013 | Billboard Music Awards                | Top Duo/Group                                  | Mumford & Sons             | Candidato/a     |
| 2013 | ARIA Music Awards                     | Miglior artista internazionale                 | Mumford & Sons             | Candidato/a     |
| 2013 | American Music Award                  | Artista internazionale preferito               | Mumford & Sons             | Candidato/a     |
| 2014 | Billboard Music Awards                | Top Rock Album                                 | Babel                      | Candidato/a     |
| 2014 | Grammy Awards                         | Miglior film musicale                          | The Road To Red Rocks      | Candidato/a     |
| 2014 | People's Choice Awards                | Band alternative/rock preferita                | Mumford & Sons             | Candidato/a     |
| 2014 | Ivor Novello Awards                   | Successo internazionale                        | Mumford & Sons             | Vincitore/trice |
| 2015 | GAFFA-Prisen                          | Miglior band straniera                         | Mumford & Sons             | Vincitore/trice |
| 2015 | Live UK Music Business Awards         | Miglior esibizione in un festival              | Mumford & Sons             | Candidato/a     |
| 2015 | Q Awards                              | Miglior esibizione live                        | Mumford & Sons             | Candidato/a     |
| 2015 | UK Music Video Awards                 | Miglior copertura mediatica musicale dal vivo  | The Hospital Live Sessions | Candidato/a     |
| 2016 | Billboard Music Awards                | Top Rock Album                                 | Wilder Mind                | Candidato/a     |
| 2018 | Americana Music Honors & Awards (UK)  | Trailblazer Award                              | Mumford & Sons             | Vincitore/trice |
| 2019 | GAFFA-Prisen                          | Miglior band straniera                         | Mumford & Sons             | Candidato/a     |
| 2019 | Billboard Music Awards                | Top Rock Album                                 | Delta                      | Candidato/a     |